# Pacifigorgia gracilis
Pacifigorgia gracilis is een zachte koraalsoort uit de familie Gorgoniidae. De koraalsoort komt uit het geslacht Pacifigorgia. Pacifigorgia gracilis werd in 1924 voor het eerst wetenschappelijk beschreven door Kükenthal. 